# Anísio de Abreu
Anísio de Abreu este un oraș în Piauí (PI), Brazilia. 